# Xyloryctes florensis
Xyloryctes florensis är en skalbaggsart som beskrevs av Lansberge 1879. Xyloryctes florensis ingår i släktet Xyloryctes och familjen Dynastidae. Utöver nominatformen finns också underarten X. f. tanimbar.